# SSC Říčany
SSC Říčany (celým názvem: Studentský sportovní club Říčany) je český klub ledního hokeje, který sídlí ve městě Říčany ve Středočeském kraji. Založen byl v roce 1930 jako Studentský sportovní club SSC Říčany. V roce 1947 se SK Říčany sloučil s SSC a vytvořil klub ČSK Říčany. V sezóně 1947/48 se klub zúčastnil nejvyšší hokejové soutěže v zemi. ČSK bylo přiřazeno do skupiny B, ve které skončilo na sestupovém 5. místě. Od sezóny 2017/18 působí ve 2. pražské hokejové lize, neregistrované soutěži v České republice. Klubové barvy jsou zelená, bílá a černá.
V roce 2016 byla v Říčanech otevřena nová aréna. V témže roce byl založen nový hokejový klub HC Merkur Říčany. V prosinci 2016 si říčanský SSC po dlouhých deseti letech znovu zahrál na domácím říčanském ledě v přátelském utkání proti béčku Velkých Popovic. Domácí tým ve slavnostním utkání zvítězil poměrem 6:2.

## Přehled ligové účasti
Stručný přehled
Zdroj: 
- 1936–1937: Středočeská I. třída (3. ligová úroveň v Československu)
- 1937–1938: Středočeská I. A třída (2. ligová úroveň v Československu)
- 1938–1939: Středočeská I. A třída (1. ligová úroveň v Československu)
- 1939–1940: Balounkova I. A třída – sk. B (2. ligová úroveň v Protektorátu Čechy a Morava)
- 1940–1943: Balounkova I. A třída – sk. Říčany (2. ligová úroveň v Protektorátu Čechy a Morava)
- 1943–1944: Divize – sk. Jih (2. ligová úroveň v Protektorátu Čechy a Morava)
- 1945–1946: Divize – sk. Jih (2. ligová úroveň v Československu)
- 1946–1947: Středočeská divize – sk. B (2. ligová úroveň v Československu)
- 1947–1948: 1. liga – sk. B (1. ligová úroveň v Československu)
- 1948–1949: Středočeská divize – sk. B (2. ligová úroveň v Československu)
- 1949–1950: Oblastní soutěž – sk. C1 (2. ligová úroveň v Československu)
- 1950–1951: Oblastní soutěž – sk. C (2. ligová úroveň v Československu)
- 1951–1952: Středočeská I. třída – sk. C (2. ligová úroveň v Československu)
- 1952–1953: Středočeská I. A třída – sk. C (2. ligová úroveň v Československu)
- 1987–1989: Středočeský přebor II. třída – sk. A (4. ligová úroveň v Československu)
- 1993–1994: Středočeský krajský přebor (4. ligová úroveň v České republice)
- 1994–1995: Krajský přebor – Praha (4. ligová úroveň v České republice)
- 1999–2004: Středočeská krajská soutěž (5. ligová úroveň v České republice)
- 2004–2005: Středočeská krajská soutěž – sk. B (5. ligová úroveň v České republice)
- 2005–2006: Středočeská krajská soutěž (5. ligová úroveň v České republice)
- 2011–2017: NHLH Benešov, 1. liga (neregistrovaná soutěž v České republice; pozn.: NHLH = neregistrovaní hráči ledního hokeje)
- 2017– : Pražská hokejová liga (neregistrovaná soutěž v České republice)

Jednotlivé ročníky
Zdroj: 
Legenda: ZČ – základní část, červené podbarvení – sestup, zelené podbarvení – postup, fialové podbarvení – reorganizace, změna skupiny či soutěže
| Československo (1936–1938)             |                                      |                       |           |                                          |                         |
| Sezóny                                 | Soutěž                               | Úroveň                | ZČ        | Play-off, nadstavba, sk. o udržení...    | Poznámky                |
| 1936/37                                | Středočeská I. třída                 | 3. úroveň             | 2. místo  |                                          | Postup                  |
| 1937/38                                | Středočeská I. A třída               | 2. úroveň             | 7. místo  |                                          | Reorganizace            |
| 1938/39                                | Středočeská I. A třída               | 1. úroveň             | 7. místo  |                                          | Reorganizace            |
| Protektorát Čechy a Morava (1939–1944) |                                      |                       |           |                                          |                         |
| Sezóny                                 | Soutěž                               | Úroveň                | ZČ        | Play-off, nadstavba, sk. o udržení...    | Poznámky                |
| 1939/40                                | Balounkova I. A třída – sk. B        | 2. úroveň             | 2. místo  |                                          | Změna skupiny           |
| 1940/41                                | Balounkova I. A třída – sk. Říčany   | 2. úroveň             | 1. místo  | Finále o mistra župy (3. místo)          |                         |
| 1941/42                                | Balounkova I. A třída – sk. Říčany   | 2. úroveň             | ?. místo  |                                          |                         |
| 1942/43                                | Balounkova I. A třída – sk. Říčany   | 2. úroveň             | 2. místo  |                                          | Reorganizace            |
| 1943/44                                | Divize – sk. Jih                     | 2. úroveň             | 2. místo  |                                          |                         |
| Československo (1945–1993)             |                                      |                       |           |                                          |                         |
| Sezóny                                 | Soutěž                               | Úroveň                | ZČ        | Play-off, nadstavba, sk. o udržení...    | Poznámky                |
| 1945/46                                | Divize – sk. Jih                     | 2. úroveň             | 2. místo  |                                          | Změna skupiny           |
| 1946/47                                | Středočeská divize – sk. B           | 2. úroveň             | 1. místo  | Kvalifikace o 1. ligu, SČ divize (výhra) | Postup                  |
| 1947/48                                | 1. liga – sk. B                      | 1. úroveň             | 5. místo  |                                          | Sestup                  |
| 1948/49                                | Středočeská divize – sk. B           | 2. úroveň             | 3. místo  |                                          | Reorganizace            |
| 1949/50                                | Oblastní soutěž – sk. C1             | 2. úroveň             | 4. místo  |                                          | Změna skupiny           |
| 1950/51                                | Oblastní soutěž – sk. C              | 2. úroveň             | 4. místo  |                                          | Reorganizace            |
| 1951/52                                | Středočeská I. třída – sk. C         | 2. úroveň             | 2. místo  |                                          | Reorganizace            |
| 1952/53                                | Středočeská I. A třída – sk. C       | 2. úroveň             | 1. místo  | Finálový turnaj I. A třídy (?. místo)    | Reorganizace            |
| ...                                    |                                      |                       |           |                                          |                         |
| 1987/88                                | Středočeský přebor – II. třída sk. A | 4. úroveň             | 5. místo  |                                          |                         |
| 1988/89                                | Středočeský přebor – II. třída sk. A | 4. úroveň             | 5. místo  | O umístění (3. místo)                    |                         |
| Česko (1993 – )                        |                                      |                       |           |                                          |                         |
| Sezóny                                 | Soutěž                               | Úroveň                | ZČ        | Play-off, nadstavba, sk. o udržení...    | Poznámky                |
| 1993/94                                | Středočeský krajský přebor           | 4. úroveň             | ?. místo  |                                          | Přechod do jiného kraje |
| 1994/95                                | Krajský přebor – Praha               | 4. úroveň             | 7. místo  |                                          | Přechod do jiného kraje |
| ...                                    |                                      |                       |           |                                          |                         |
| 1999/00                                | Středočeská krajská soutěž           | 5. úroveň             | 5. místo  |                                          |                         |
| 2000/01                                | Středočeská krajská soutěž           | 5. úroveň             | ?. místo  |                                          |                         |
| 2001/02                                | Středočeská krajská soutěž           | 5. úroveň             | ?. místo  |                                          |                         |
| 2002/03                                | Středočeská krajská soutěž           | 5. úroveň             | 7. místo  |                                          |                         |
| 2003/04                                | Středočeská krajská soutěž           | 5. úroveň             | 8. místo  |                                          | Reorganizace            |
| 2004/05                                | Středočeská krajská soutěž – sk. B   | 5. úroveň             | 7. místo  | Skupina o umístění (14. místo)           | Reorganizace            |
| 2005/06                                | Středočeská krajská soutěž           | 5. úroveň             | 9. místo  |                                          | Odhlášení ze soutěže    |
| ...                                    |                                      |                       |           |                                          |                         |
| 2011/12                                | NHLH Benešov, 1. liga                | neregistrovaná soutěž | 10. místo | Osmifinále                               |                         |
| 2012/13                                | NHLH Benešov, 1. liga                | neregistrovaná soutěž | 4. místo  | Finále                                   |                         |
| 2013/14                                | NHLH Benešov, 1. liga                | neregistrovaná soutěž | 4. místo  | Čtvrtfinále                              |                         |
| 2014/15                                | NHLH Benešov, 1. liga                | neregistrovaná soutěž | 1. místo  | Finále                                   |                         |
| 2015/16                                | NHLH Benešov, 1. liga                | neregistrovaná soutěž | 2. místo  | Semifinále                               |                         |
| 2016/17                                | NHLH Benešov, 1. liga                | neregistrovaná soutěž | 1. místo  | Finále                                   | Změna soutěže           |
| 2017/18                                | Pražská hokejová liga, 2. liga       | neregistrovaná soutěž | 8. místo  | Skupina o umístění (6. místo)            |                         |
| 2018/19                                | Pražská hokejová liga, 2. liga       | neregistrovaná soutěž | 5. místo  | Finálová skupina (5. místo)              |                         |
| 2019/20                                | Pražská hokejová liga, 2. liga       | neregistrovaná soutěž | 2. místo  | Baráž o 1. ligu zrušena                  |                         |
| 2020/21                                | Pražská hokejová liga                | neregistrovaná soutěž | neurčeno  | Sezóna zrušena                           |                         |
| 2021/22                                | Pražská hokejová liga                | neregistrovaná soutěž | 4. místo  | Final four (4. místo)                    |                         |
| 2022/23                                | Pražská hokejová liga                | neregistrovaná soutěž | 10. místo |                                          |                         |